# 윤추
윤추(尹推, 1632년 - 1707년)는 조선 후기의 문신으로 본관은 파평(坡平)이다. 자는 자서(子恕)이고 호는 농은(農隱)이다. 소론의 영수 명재 윤증의 동생이고, 권시, 송시열, 윤휴 등과는 인척관계이다. 충청남도 출신. 아버지 윤선거의 문인이다.

## 생애
충청도 회덕군 읍내리에서 태어났으며 대사간 팔송 윤황의 손자이고 학자 미촌 윤선거의 아들이다. 당색은 서인으로 후일 소론의 영수 명재 윤증의 동생이다. 어려서부터 아버지 윤선거의 문하에서 수학하며 가학으로 학덕을 닦았다.
그러나 나이 30세에 병에 걸려 10년 동안 고생하다가, 1668년(현종 9)에 문과에 급제하였으나 전시에 나가지 않았다.(문과는 초시. 복시. 전시 3번의 시험이 있다.)
1669년 부친상을 당하여 출사하지 않았고, 3년상을 마쳤다. 그러나 3년상을 마친 뒤에도 관직에 나가지 않고 스스로 자호하여 호를 농은 이라 하고, 향리의 전야에 파묻혀 일생을 보내려 하였다. 그러나 계속 조정에서는 출사 권유가 들어왔다.
이후 조정에서 여러 번 벼슬을 내렸으나 나가지 않다가, 1681년(숙종7) 처음으로 장흥고주부에 부임하였다. 또 얼마 후에 회덕현감으로 부임하였으나, 관에 있은지 1년만에 벼슬을 버리고 집에 돌아왔다. 그 후 여러 벼슬을 거쳐 1706년(숙종32)에 사헌부 장령에 이르렀으나, 상소하여 사양하고 물러났다. 1707년에 사망하니 당시 향년 75세였다.

## 가족 관계
- 고조부 : 윤돈(尹暾)
  - 증조부 : 윤창세(尹昌世)
    - 조부 : 윤황(尹煌)
    - 조모 : 창녕 성씨, 우계 성혼의 딸
      - 숙부 : 윤훈거(尹勛擧)
      - 숙부 : 윤순거(尹舜擧)
      - 숙부 : 윤상거(尹商擧)
      - 숙부 : 윤문거(尹文擧)
      - 숙부 : 윤민거(尹民擧)
      - 숙부 : 윤경거(尹耕擧)
      - 숙부 : 윤시거(尹時擧)
      - 고숙 : 권준, 남인 당원이며 백호 윤휴의 처남
      - 아버지 : 윤선거(尹宣擧)
      - 어머니 : 공주이씨
        - 형님 : 윤증(尹拯)
        - 매제 : 반남인 박세후(朴世垕)
        - 매제 : 전주인 이정여(李正輿)
        - 매제 : 안동인 권준(權儁)
        - 동생 : 윤발(尹撥)
        - 동생 : 윤졸(尹拙)
        - 동생 : 윤읍(尹挹)
        - 전처 : 풍양조씨, 조진양(趙進陽)의 딸
          - 장남 : 윤자교(尹自敎)
          - 차남 : 윤가교(尹可敎)

        - 후처 : 전의이씨, 이유(李𣞗)의 딸

## 저서
- 농은선생유고(農隱先生遺稿)

## 시
| “ | 무제 1(無題 1) 言寡方知自耳聾(언과방지자이롱) / 말 수가 적어저야 귀먹은 줄 알아 耳聾誠有寡言功(이롱성유과언공) / 귀먹어서야 말이 적은 공이 생겼구나. 人雖語大吾安聽(인수어대오안청) / 사람들이 큰 질러도 난 편안히 들어 我亦聲微彼不通(아역성미피부통) / 나의 소리도 작아서 그들은 몰라라. 默默謙謙終日坐(묵묵겸겸종일좌) / 묵묵히 조용하게 종일토록 앉았으니 廖廖寂寂一堂空(료료적적일당공) / 고요하고 한적하여 온집이 비었구나. 平生駁雜多尤悔(평생박잡다우회) / 성격 박잡하여 허물과 후회 많았는데 天奪其聰幸此翁(천탈기총행차옹) / 하늘이 현명하여 이 늙은이를 도왔구나 | ” |

## 같이 보기
- 윤선거
- 권시
- 송시열
- 송준길
- 김장생
- 윤선도
- 윤원거
- 윤문거
- 윤증
- 윤휴
- 김집
- 이이
- 성혼
- 허목